# دهستان چهارکوه
چهارکوه، دهستانی است از توابع بخش مرکزی شهرستان کردکوی در استان گلستان ایران.

## جمعیت
براساس سرشماری سال ۱۳۸۵ جمعیت آن ۱۱٬۶۸۵ نفر (۳٬۰۰۲ خانوار) بوده‌است.